# Llista d'episodis de Borgen
Aquesta és una llista d'episodis de la sèrie de televisió Borgen, una sèrie de televisió danesa de drama polític creada per Adam Price amb els guionistes Jeppe Gjervig Gram i Tobias Lindholm i produïda per Danmarks Radio (DR). La sèrie es va començar a emetre a IB3 el 10 d'octubre de 2023, i a TV3 el 5 de novembre del mateix any.
La sèrie consta de quatre temporades, les tres primeres amb deu episodis cadascuna i la quarta amb només vuit.
Cada episodi de Borgen comença amb un epígraf relacionat amb el tema que tracta l'episodi.

## Episodis
| Temporada | Temporada | Episodis | Emissió a DR           | Emissió a DR           | Emissió a TV3         | Emissió a TV3         |
| Temporada | Temporada | Episodis | Inici                  | Final                  | Inici                 | Final                 |
| --------- | --------- | -------- | ---------------------- | ---------------------- | --------------------- | --------------------- |
|           | 1         | 10       | 26 de setembre de 2010 | 28 de novembre de 2010 | 5 de novembre de 2023 | 3 de desembre de 2023 |
|           | 2         | 10       | 25 de setembre de 2011 | 27 de novembre de 2011 | 21 de gener de 2024   | 31 de març de 2024    |
|           | 3         | 10       | 1 de gener de 2013     | 10 de març de 2013     | 31 de març de 2024    | 5 de maig de 2024     |
|           | 4         | 8        | 13 de febrer de 2022   | 3 d'abril de 2022      | 21 de juliol de 2024  | 8 de setembre de 2024 |

## Primera temporada
| Episodi | #  | Títol                            | Data d'emissió a DR    | Data d'emissió a TV3   | Audiència a TV3 |  |
| --- | -- | -------------------------------- | ---------------------- | ---------------------- | --------------- |  |
| |    |                                  |                        |                        |                 |  |
| 1 | 1  | La integritat al centre          | 26 de setembre de 2010 | 5 de novembre de 2023  | 236.000 (12,5%) |  |
| Epitafi: "Un príncep no ha de tenir cap altre objectiu ni pensament que la guerra, les seves regles i disciplina". Maquiavel                           |    |                                  |                        |                        |                 |  |
| |    |                                  |                        |                        |                 |  |
| 2 | 2  | Arribar als noranta              | 3 d'octubre de 2010    | 5 de novembre de 2023  | 182.000 (13,3%) |  |
| Epitafi: "El príncep ha de saber que és més segur ser temut que ser estimat". Maquiavel                                                                |    |                                  |                        |                        |                 |  |
| |    |                                  |                        |                        |                 |  |
| 3 | 3  | L'art del que és possible        | 10 d'octubre de 2010   | 12 de novembre de 2023 | 106.000 (6,6%)  |  |
| Epitafi: "La democràcia és el pitjor sistema de govern, exceptuant tots els altres". Winston Churchill                                                 |    |                                  |                        |                        |                 |  |
| |    |                                  |                        |                        |                 |  |
| 4 | 4  | Cent dies                        | 17 d'octubre de 2010   | 12 de novembre de 2023 | 84.000 (8,5%)   |  |
| Epitafi: "Si amagues un fantasma, encara es fa més gran". Proverbi groenlandès                                                                         |    |                                  |                        |                        |                 |  |
| |    |                                  |                        |                        |                 |  |
| 5 | 5  | Els homes que estimen les dones  | 24 d'octubre de 2010   | 19 novembre 2023       | 96.000 (6,6%)   |  |
| Epitafi: "La història ens ha demostrat que només els profetes armats aconsegueixen transmetre el seu missatge. els desarmats són destruïts". Maquiavel |    |                                  |                        |                        |                 |  |
| |    |                                  |                        |                        |                 |  |
| 6 | 6  | Visita d'estat                   | 31 d'octubre de 2010   | 19 novembre 2023       | 70.000 (7,5%)   |  |
| Epitafi: "La política és la guerra sense vessament de sang. La guerra és política amb vessament de sang". Mao Zedong                                   |    |                                  |                        |                        |                 |  |
| |    |                                  |                        |                        |                 |  |
| 7 | 7  | No miris, no escoltis, no parlis | 7 de novembre de 2010  | 26 novembre 2023       | 113.000 (6,6%)  |  |
| Epitafi: "La confiança és bona, però el control és millor". Lenin                                                                                      |    |                                  |                        |                        |                 |  |
| |    |                                  |                        |                        |                 |  |
| 8 | 8  | El poder de la veritat           | 14 de novembre de 2010 | 26 novembre 2023       | 77.000 (7,3%)   |  |
| Epitafi: "La història és un malson del qual intento despertar". James Joyce                                                                            |    |                                  |                        |                        |                 |  |
| |    |                                  |                        |                        |                 |  |
| 9 | 9  | Divideix i venceràs              | 21 de novembre de 2010 | 3 desembre 2023        | 99.000 (6,1%)   |  |
| Epitafi: "No se sap d'on venen els cops fins que ja és massa tard". Fabricant d'armes nord-americà                                                     |    |                                  |                        |                        |                 |  |
| |    |                                  |                        |                        |                 |  |
| 10 | 10 | El primer dimarts d'octubre      | 28 de novembre de 2010 | 3 desembre 2023        | 78.000 (7,8%)   |  |
| Epitafi: "Un príncep sempre té un motiu legítim per incomplir les seves promeses". Maquiavel                                                           |    |                                  |                        |                        |                 |  |
| |    |                                  |                        |                        |                 |  |

## Segona temporada
| Episodi | #  | Títol                                                 | Data d'emissió a DR    | Data d'emissió a TV3 | Audiència a TV3 |  |
| --- | -- | ----------------------------------------------------- | ---------------------- | -------------------- | --------------- |  |
| |    |                                                       |                        |                      |                 |  |
| 11 | 1  | 89.000 Nens                                           | 25 de setembre de 2011 | 21 gener 2024        | -               |  |
| Epitafi: "La guerra és justa quan és necessària". Maquiavel                                                                                              |    |                                                       |                        |                      |                 |  |
| |    |                                                       |                        |                      |                 |  |
| 12 | 2  | Ningú et sent cridar, a Brussel·les                   | 2 d'octubre de 2011    | 28 gener 2024        | -               |  |
| Epitafi: "Tingues els amics a prop i els enemics encara més a prop". Sun Tzu                                                                             |    |                                                       |                        |                      |                 |  |
| |    |                                                       |                        |                      |                 |  |
| 13 | 3  | L'últim obrer                                         | 9 d'octubre de 2011    | 11 febrer 2024       | -               |  |
| Epitafi: "Hem aconseguit una gran victòria". Thomas Nielsen, expresident de la Confederació Danesa de Sindicats                                          |    |                                                       |                        |                      |                 |  |
| |    |                                                       |                        |                      |                 |  |
| 14 | 4  | Posicions de combat                                   | 16 d'octubre de 2011   | 18 febrer 2024       | -               |  |
| Epitafi: "L'afront que es fa a un home ha de ser de tal mena que no hi hagi ocasió de témer la seva venjança". Maquiavel                                 |    |                                                       |                        |                      |                 |  |
| |    |                                                       |                        |                      |                 |  |
| 15 | 5  | Plantar un arbre                                      | 23 d'octubre de 2011   | 25 febrer 2024       | -               |  |
| Epitafi: "Moltes vegades, el que es fa passar per idealisme és odi o amor pel poder, disfressat". Bertrand Russell                                       |    |                                                       |                        |                      |                 |  |
| |    |                                                       |                        |                      |                 |  |
| 16 | 6  | Ells i nosaltres                                      | 30 d'octubre de 2011   | 3 març 2024          | -               |  |
| Epitafi: "Estimeu els vostres enemics, pregueu pels qui us persegueixen". Mateu, 5:44                                                                    |    |                                                       |                        |                      |                 |  |
| |    |                                                       |                        |                      |                 |  |
| 17 | 7  | El que es perd a dins, s'ha de guanyar fora (1a part) | 6 de novembre de 2011  | 10 març 2024         | -               |  |
| Epitafi: "El danès dubta perquè la història de Dinamarca és la història de la caiguda d'un poble fort". Johannes V. Jensen                               |    |                                                       |                        |                      |                 |  |
| |    |                                                       |                        |                      |                 |  |
| 18 | 8  | El que es perd a dins, s'ha de guanyar fora (2a part) | 13 de novembre de 2011 | 17 març 2024         | -               |  |
| Epitafi: "Porteu la càrrega de l'home blanc, les salvatges guerres per la pau, ompliu la boca de la fam i ordeneu la fi de la malaltia". Rudyard Kipling |    |                                                       |                        |                      |                 |  |
| |    |                                                       |                        |                      |                 |  |
| 19 | 9  | Privacitat                                            | 20 de novembre de 2011 | 24 març 2024         | -               |  |
| Epitafi: "L'èxit no dura per sempre, i el fracàs rarament és definitiu. El que compta és el coratge per continuar". Churchill                            |    |                                                       |                        |                      |                 |  |
| |    |                                                       |                        |                      |                 |  |
| 20 | 10 | Un missatge especial                                  | 27 de novembre de 2011 | 31 març 2024         | -               |  |
| Epitafi: "Ser o no ser. Aquest és el dilema". Shakespeare, Hamlet                                                                                        |    |                                                       |                        |                      |                 |  |
| |    |                                                       |                        |                      |                 |  |

## Tercera temporada
| Episodi | #  | Títol                           | Data d'emissió a DR  | Data d'emissió a TV3 | Audiència a TV3 |  |
| --- | -- | ------------------------------- | -------------------- | -------------------- | --------------- |  |
| |    |                                 |                      |                      |                 |  |
| 21 | 1  | Vaig néixer a Dinamarca         | 1 de gener de 2013   | 31 març 2024         | -               |  |
| Epitafi: "A mig camí de la vida em vaig trobar enmig d'un bosc molt fosc". Dante, La Divina Comèdia                                     |    |                                 |                      |                      |                 |  |
| |    |                                 |                      |                      |                 |  |
| 22 | 2  | Un país es construeix amb lleis | 6 de gener de 2013   | 7 abril 2024         | -               |  |
| Epitafi: "Nosaltres pocs, feliços pocs, nosaltres, colla de germans...", William Shakespeare, Enric V                                   |    |                                 |                      |                      |                 |  |
| |    |                                 |                      |                      |                 |  |
| 23 | 3  | El to de marró adequat          | 13 de gener de 2013  | 7 abril 2024         | -               |  |
| Epitafi: "Hi ha homes que canvien de partit per principis. N'hi ha d'altres que canvien de principis pel seu partit". Winston Churchill |    |                                 |                      |                      |                 |  |
| |    |                                 |                      |                      |                 |  |
| 24 | 4  | Qui hi guanya?                  | 27 de gener de 2013  | 14 abril 2024        | -               |  |
| Epitafi: "Els porcs danesos estan sans, carregats de penicil·lina". Michael Witte, 1978                                                 |    |                                 |                      |                      |                 |  |
| |    |                                 |                      |                      |                 |  |
| 25 | 5  | No cometràs adulteri            | 3 de febrer de 2013  | 14 abril 2024        | -               |  |
| Epitafi: "El camí de l'infern està empedrat de bones intencions". Antic proverbi                                                        |    |                                 |                      |                      |                 |  |
| |    |                                 |                      |                      |                 |  |
| 26 | 6  | L'eco del passat                | 10 de febrer de 2013 | 21 abril 2024        | -               |  |
| Epitafi: "M'agraden més els somnis del futur que la història del passat". Thomas Jefferson                                              |    |                                 |                      |                      |                 |  |
| |    |                                 |                      |                      |                 |  |
| 27 | 7  | La caiguda                      | 17 de febrer de 2013 | 21 abril 2024        | -               |  |
| Epitafi: "Es pot enganyar tothom durant un temps i algunes persones sempre. Però mai no es pot enganyar tothom sempre". Abraham Lincoln |    |                                 |                      |                      |                 |  |
| |    |                                 |                      |                      |                 |  |
| 28 | 8  | Canvi de posició                | 24 de febrer de 2013 | 28 abril 2024        | -               |  |
| Epitafi: "Reconeix el que et fa avançar i el que et frena. I tria el camí que et porta a la saviesa". Buda                              |    |                                 |                      |                      |                 |  |
| |    |                                 |                      |                      |                 |  |
| 29 | 9  | Seny i sentiment                | 3 de març de 2013    | 28 abril 2024        | -               |  |
| Epitafi: "Atrevir-se és perdre l'equilibri momentàniament. no atrevir-se és perdre's un mateix". Søren Kierkegaard                      |    |                                 |                      |                      |                 |  |
| |    |                                 |                      |                      |                 |  |
| 30 | 10 | El dia de les eleccions         | 10 de març de 2013   | 5 maig 2024          | -               |  |
| Epitafi: "Gairebé tothom pot aguantar l'adversitat, però si voleu conèixer el tremp d'algú, doneu-li poder". Abraham Lincoln            |    |                                 |                      |                      |                 |  |
| |    |                                 |                      |                      |                 |  |

## Quarta temporada:Borgen. Regne, poder i honor
| Episodi | # | Títol                                 | Data d'emissió a DR  | Data d'emissió a TV3 | Audiència a TV3 |  |
| --- | - | ------------------------------------- | -------------------- | -------------------- | --------------- |  |
| |   |                                       |                      |                      |                 |  |
| 31 | 1 | El futur és femení                    | 13 de febrer de 2022 | 21 juliol 2024       | -               |  |
| Epitafi: "L'home és l'únic animal, els desitjos del qual augmenten a mesura que s'alimenten". Henry George              |   |                                       |                      |                      |                 |  |
| |   |                                       |                      |                      |                 |  |
| 32 | 2 | Pesta o còlera: el mal menor          | 20 de febrer de 2022 | 28 juliol 2024       | -               |  |
| Epitafi: "Hi ha poca diferència entre obstacle i oportunitat. Els savis són capaços d'aprofitar totes dues". Maquiavel  |   |                                       |                      |                      |                 |  |
| |   |                                       |                      |                      |                 |  |
| 33 | 3 | Inuit Nunaat. La terra dels homes     | 27 de febrer de 2022 | 4 agost 2024         | -               |  |
| Epitafi: "La natura és gran, però l'home encara és més gran". Knud Rasmussen                                            |   |                                       |                      |                      |                 |  |
| |   |                                       |                      |                      |                 |  |
| 34 | 4 | La ministra no vol fer cap declaració | 6 de març de 2022    | 11 agost 2024        | -               |  |
| Epitafi: "Com dimonis te n'aniràs a gestionar a la Gran Dinamarca?". Niviaq Korneliussen, Blomsterdalen                 |   |                                       |                      |                      |                 |  |
| |   |                                       |                      |                      |                 |  |
| 35 | 5 | Un estat quasiàrtic                   | 13 de març de 2022   | 18 agost 2024        | -               |  |
| Epitafi: "Que la Xina dormi, perquè quan es desperti, el món tremolarà". Napoleó Bonaparte                              |   |                                       |                      |                      |                 |  |
| |   |                                       |                      |                      |                 |  |
| 36 | 6 | La Dinamarca del poder                | 20 de març de 2022   | 25 agost 2024        | -               |  |
| Epitafi: "Cada batalla es guanya abans que mai s'hagi lliurat". Sun Tzu                                                 |   |                                       |                      |                      |                 |  |
| |   |                                       |                      |                      |                 |  |
| 37 | 7 | Fes que desaparegui                   | 27 de març de 2022   | 1 setembre 2024      | -               |  |
| Epitafi: "És en la naturalesa del poder que també pot conduir a l'abús". Immanuel Kant                                  |   |                                       |                      |                      |                 |  |
| |   |                                       |                      |                      |                 |  |
| 38 | 8 | La Mare del Mar                       | 3 de febrer de 2022  | 8 setembre 2024      | -               |  |
| Epitafi: "No és perquè les coses siguin difícils que no ens atrevim, és perquè no ens atrevim que són difícils". Sèneca |   |                                       |                      |                      |                 |  |
| |   |                                       |                      |                      |                 |  |